# The Blackout (film, 2019)
Pour les articles homonymes, voir Blackout.
Pour plus de détails, voir Fiche technique et Distribution.
The Blackout (russe : Аванпост ; romanisé : Avanpost ; litt. « Avant-poste ») est un film russe réalisé par Egor Baranov, sorti en 2019.
Le film se déroule dans le futur proche. La Terre subit un blackout généralisé à l'exception de quelques régions en Europe de l'Est, tel que la partie ouest de la Russie ou des contrées de la Finlande, de la Lettonie, de l'Estonie et de l'Ukraine, où l'électricité et les télécommunications fonctionnent encore. Ces quelques zones épargnées forment le « Cercle de vie » et ignorent ce qu'il est advenu du reste de l'humanité plongée dans les ténèbres.

## Synopsis

### Prologue
Lorsqu'une alarme est déclenchée à la base militaire « Avant-poste », les soldats prennent position et se préparent au combat. Il est rapporté qu'un ennemi non identifié s'approche, des créatures plus grandes que les humains se déplaçant à une vitesse de vingt kilomètres à l'heure.

### Un mois plus tôt
24 jours avant les événements du Prologue, le militaire Oleg a rendez-vous avec Alena. Plus tard, ils retournent chez lui. Soudain, le monde entier, à l'exception de la région autour de Moscou et de certaines parties de la Biélorussie, de l'Ukraine et de la Finlande, est plongé dans l'obscurité. Le sort de milliards de personnes est inconnu. Les communications sont interrompues dans le reste du monde et seul un petit nombre de personnes ont survécu dans la zone qui devient connue sous le nom de Cercle de la vie. Un périmètre défensif est établi et des groupes de reconnaissance sont envoyés mais ne reviennent pas. Ils découvrent qu'il y a eu une attaque sur Terre, faisant un nombre inconnu de morts. Pour se défendre contre l'ennemi mystérieux, les humains mobilisent une armée et des avant-postes sont construits. Après avoir quitté le Cercle de la Vie pour mener une opération de reconnaissance, une escouade balaie les villes mortes à l'extérieur et un soldat est attaqué et blessé. Les autres soldats tentent de tirer sur l'étranger, mais il s'échappe.

### Protection d'avant-poste
L'action remonte au prologue. Lors de la préparation d'un ennemi inconnu, l'électricité est coupée et l'avant-poste est plongé dans l'obscurité. Après avoir été informés que des créatures plus grosses que les humains émergent de la forêt à 20 km/h, ils commencent à tirer, tout en découvrant que l'ennemi est en fait un énorme troupeau d'ours bruns. Le lendemain matin, tous les soldats n'ont pas survécu. Parmi les survivants se trouve Oleg, blessé à la jambe. À Moscou, il est révélé que certains survivants du bord de la zone de quarantaine ont maintenant des « capacités ». L'une de ces personnes, Sasha, semble avoir un lien psychique avec les attaquants inconnus. Un personnage étrange se faisant appeler Eid vient voir le patient Sasha et lui demande son aide, car le lien psychique de Sasha peut localiser le frère d'Eid, Ra, qui est derrière tout cela. Quatre soldats, dirigés par Marina, dirigent leurs armes sur Eid, mais ce dernier, à l'aide de capacités supranormales, retourne les armes des soldats sur Marina et lui suggère de tout leur expliquer s'ils lui sauvent la vie. Pendant l'interrogatoire, Eid explique qu'il est extraterrestre d'un système stellaire lointain qui s'est éteint depuis longtemps. Ils veulent coloniser la Terre, car notre soleil est encore jeune et vivra assez longtemps. Ra est derrière tout cela, bien qu'avant cela, Eid pensait qu'il était le seul sur Terre. Il est arrivé sur Terre il y a encore deux cent mille ans, ce qui signifie que selon ses calculs, le navire avec leur armée sera là demain. Le problème est qu'il ne sait pas où se cache Ra, qui contrôle l'esprit des gens ordinaires en dehors du Cercle de la vie, mais le seul qui sait où le trouver est Sasha. Eid pénètre dans la tête de Sasha et découvre que Ra est sur le toit d'un gratte-ciel à Kirov. À ce moment-là, Ra lui-même a regardé Sasha et s'est rendu compte qu'il avait été retrouvé. Eid a décidé de laisser Sasha à l'avant-poste et Ra a alors ordonné aux gens de lancer une attaque de missiles sur l'avant-poste. Cependant, Eid avec Zhenya et le reste des soldats, dirigés par Mary, restent en vie, car ils ont quitté la base pour trouver Ra.

### Pertes
À ce moment-là, Yura rejoint le groupe satellite-9 de l'avant-poste et trouve en pleine nuit un adolescent sans défense dans l'un des appartements. Cependant, il a simplement fait semblant d'être timide et a pris un couteau à l'un des soldats, le tuant. Toute une foule de personnes commence à attaquer le groupe sous le contrôle de Ra et seuls Jura et Olya restent en vie. Ils détournent l'une des voitures abandonnées et retournent à l'avant-poste. En chemin, ils rencontrent les soldats survivants de l'avant-poste dirigés par Marina et le major Dovlatov, dont ils apprennent que l'avant-poste a été détruit par une frappe massive de missiles. Eid explique que si Zhenya était parti avec eux, Ra les aurait tués autrement, et l'avant-poste l'aurait laissé seul. Réunis, ils retournent à Kirov, rencontrent une foule de personnes sous le contrôle de Ra, se battent à travers un gratte-ciel, escaladent le toit et trouvent Ra. Eid et Ra s'engagent dans la bataille et finalement Eid arrache un appareil de la poitrine de Ra, permettant à Yura d'enfoncer une grenade dans la poitrine de Ra. Toutes les personnes qui étaient encore et toujours sous le contrôle de Ra meurent et tombent au sol. Seuls Yura, Oleg, Marina, Olya, Alena, Eid et Lavrin restent en vie. Eid explique que ce nombre de personnes est suffisant pour renaître à nouveau, car les gens pourront se reproduire et donner naissance à de nombreux nouveaux enfants. Oleg est furieux et tente de tuer Eid, mais Yura défend l'extraterrestre, jette Oleg au sol et le bat pendant qu'Olya lui tire dessus. Les survivants ne croient pas Eid et tentent de le tuer, mais avec l'aide de super pouvoirs, il les trompe de toutes les manières et les fait s'entretuer. Au dernier moment, Lavrin trahit Eid et se jette avec lui du haut du toit, mourant avec lui dans sa chute.

### Invasion
Un vaisseau extraterrestre descend du ciel, à côté d'un gratte-ciel, et une trappe s'ouvre. Cependant, les extraterrestres pour une raison quelconque ne sortent pas. Alena, Olya et Oleg décident d'entrer dans le vaisseau extraterrestre tandis que Yura blessé crie dans leur dos « Nous mourrons quand même ! ». En entrant dans le vaisseau, ils découvrent que tous les extraterrestres dorment encore dans des cryocapsules et ne se sont pas réveillés. Les compte à rebours s'activent au niveau des cryocapsules et les trois personnages principaux décident de casser les tuyaux d'alimentation en oxygène, les tuant ainsi dans les capsules elles-mêmes, les laissant mourir sans oxygène. Quand il reste à détruire le dernier tube, il s'avère qu'il délivre de l'oxygène aux capsules avec les enfants des extraterrestres, et ils décident de ne pas le casser. Les minuteries des capsules atteignent zéro, les capsules s'ouvrent et des enfants extraterrestres sortent de leurs capsules. Ils voient devant eux trois représentants de la planète Terre. Ces derniers jettent volontairement leurs armes par terre devant leurs yeux, prouvant qu'ils ne leur feront pas de mal.

## Fiche technique
Sauf indication contraire, les informations mentionnées dans cette section peuvent être confirmées par la base de données cinématographiques IMDb,  présente dans la section « Liens externes ».
- Titre original : Аванпост, Avanpost
- Titre français : The Blackout ou L'Avant-poste[1]
- Réalisation : Egor Baranov
- Scénario : Ilya Koulikov
- Musique : Ryan Otter
- Décors : Grigoriy Pushkin
- Costumes : Anastasiya Egorova, Vladimir Kuptsov et Anna Smekhova
- Photographie : Youri Korobeynikov et Sergueï Trofimov
- Montage : Aleksandr Ivanov et Igor Otdelnov
- Production : Valeriy Fedorovich et Evgeniy Nikishov
- Sociétés de production : 1-2-3 Production, Premier Studios et TV3
- Société de distribution : Karoprokat
- Pays de production :  Russie
- Langues originales : russe, langue des signes russe
- Format : couleur - 35 mm - 2,39:1
- Genres : Action, science-fiction et thriller
- Durée : 127 minutes
- Dates de sortie :
  - États-Unis : 15 mars 2019 (Cinequest, San José)[2]
  - Russie : 21 novembre 2019
  - France : 16 septembre 2020 (DVD)

## Distribution
- Ksenia Koutepova : Marina Osmolovskaya
- Svetlana Ivanova : Olga
- Piotr Fiodorov : Youri Groubov
- Konstantin Lavronenko : major Dolmatov
- Alexeï Tchadov : Oleg
- Lukeria Ilyashenko : Aliona
- Filipp Avdeev : Zhenya
- Ilya Volkov : Ra
- Artiom Tkatchenko : Eid
- Sergueï Godine : Lavrin
- Artiom Markarian : Sacha
- Youri Borisov : lieutenant Maxime Kasatkine